# Wilhelm Flor
Karl Wilhelm Flor (* 23. Mai 1883 in Oldenburg; † 19. November 1938 in Leipzig) war Jurist der Bekennenden Kirche im Kirchenkampf.

## Leben
Sein Vater war der oldenburgische Justizminister Georg Flor (1833–1908). Flor studierte nach dem Besuch des Gymnasiums in Oldenburg Rechtswissenschaft an den Universitäten München, Leipzig und Berlin. Die erste juristische Staatsprüfung bestand er 1904 mit „gut“ die Zweite 1909 mit „gut“. Im selben Jahr wurde er zum Gerichtsassessor und Hilfsrichter beim Landgericht Oldenburg ernannt. Im Juli 1914 wurde er zum Amtsrichter in Rüstringen ernannt. Im Ersten Weltkrieg war er Leutnant der Landwehr. 1919 trat er in die DVP ein, der er bis 1931 angehörte. Im Evangelisch-lutherischen Oberkirchenrat wirkte er als nebenamtlicher Hilfsarbeiter ab 1923 und als nebenamtliches juristisches Mitglied ab 1925. Im Reichsbund der Höheren Beamten führte er den Vorsitz des Landesverbandes, ebenso im Landesverband der DVP. Landrichter am Landgericht Oldenburg wurde er 1921. 1922 wurde er Mitglied im Stahlhelm, aus dem er 1927 wieder austrat. An das Oberlandesgericht Oldenburg wurde er 1926 als Rat berufen. Hilfsrichter am Reichsgericht wurde er 1931 und zum Reichsgerichtsrat am 1. September 1933 ernannt. Er trat als Märzgefallener vor Beginn der Mitglieder-Aufnahmesperre der NSDAP am 1. Mai 1933 in die Partei ein. Am 20. April 1938 wurde Flor das Silberne Treudienst-Ehrenzeichen verliehen.
Sehr bald setzte er sich mit Gutachten und weiteren Veröffentlichungen, die meist in der Zeitschrift Junge Kirche erschienen, kritisch und in scharfer Diktion für den Pfarrernotbund und die Bekennende Kirche ein, um die Unrechtmäßigkeit von Maßnahmen der deutsch-christlichen Kirchenführer zur Umgestaltung der Landeskirchen und auch einzelne Disziplinarverfahren gegen Pfarrer der Bekennenden Kirche – zumeist aus Preußen und Sachsen – anzuprangern. Die Gerichte schlossen sich vielfach seinen Gutachten an in den Prozessen, die entlassene Geistliche gegen ihre Dienstherren anstrengten. Flor lehnte weiterhin die Zentralisierungstendenzen des Reichsbischofs Müller ab, da sie den Bekenntnisstand der einzelnen Landeskirchen beeinträchtigten, warf dem Bischof Unfähigkeit vor, bestritt die Rechtmäßigkeit der Nationalsynode und proklamierte das kirchliche Notrecht. Er wurde zu den Vorarbeiten für eine vorläufige Kirchenleitung, die von der Bekennenden Kirche und den sogenannten intakten Landeskirchen gebildet werden sollte, hinzugezogen und begründete diesen Schritt in mehreren Veröffentlichungen. Bereits 1933 schrieb er als evangelischer Christ der Bekennenden Kirche in einem Aufsatz Der Kirchenstreit vom Rechtsstandpunkt aus beurteilt:

„Wer seine Kirche in Gefahr glaubt, darf nicht nur, er muß kämpfen. Ich habe keine Achtung vor dem, der einen Kampf für die Kirche ablehnt und lieber das Feld kampflos räumt, um nur ja keine Unruhe zu verursachen.“

Es erregte 1933 beträchtliches Aufsehen, dass ein Reichsgerichtsrat in dieser Weise für die Bekennende Kirche eintrat. Aus diesem Grund berief die Bekennende Kirche ihn 1935 in die erste vorläufige Kirchenleitung unter Landesbischof Marahrens. In der Bekennenden Kirche Sachsens hatte er bereits leitende Funktionen, so im Kreisbruderrat in Leipzig, im Landesbruderrat in Dresden und zuletzt noch seit 1937 als Präsident der Sächsischen Bekenntnissynode. An den wichtigsten Verlautbarungen und Zusammenkünften der Bekennenden Kirche war er beteiligt, gehörte zu den Mitunterzeichnern der Ulmer Erklärung vom 22. April 1934 und bereitete die 1. Bekenntnissynode in Barmen vom 29. bis zum 31. Mai 1934 mit vor, wo er auch ein bald danach im Druck erschienenes Referat über kirchenrechtliche Fragen hielt. Darin nahm er noch einmal die Vorwürfe seiner früheren Gutachten auf, um die Rechts- und Verfassungswidrigkeit des Führerprinzips in der Kirche und der Zentralisierungsbestrebungen anzuprangern. Die am 5. Oktober 1934 veröffentlichten Vorschläge der Bekenntnissynode für die Ordnung der Deutschen Evangelischen Kirche waren von ihm mit erarbeitet und mitunterzeichnet. Es war daher nur folgerichtig, dass er der 1. Vorläufigen Leitung der Deutschen Evangelischen Kirche als Mitglied angehörte.
Flor leitete weiterhin die juristischen Vorarbeiten für die Dahlemer Synode 1935. In ganz Deutschland hielt er viele öffentliche Vorträge. 1936 wurde Flor Mitglied des Reichsbruderrates und Mitglied der Kammer für Rechtsfragen beim Reichskirchenausschuss, 1937 Mitglied der Arbeitsgemeinschaft zwischen vorläufiger Kirchenleitung und Lutherischem Rat und Präsident der sächsischen Bekenntnissynode.
In der Kirchenversammlung in Hannover am 20. September 1934 sagte er:

„Noch stehen Tausende von Pfarrern in Gefahr, und doch bleiben die Pfarrer der Bekenntnisgemeinschaft fest. Es ist sogar selbstverständlich, daß sie fest bleiben. Eine Sache aber, in der eine solche vorbildliche Haltung selbstverständlich ist, ist fest gegründet, sie wird und muß sich durchsetzen. Wir brauchen deshalb um unsere Sache trotz allem nicht verzagt sein. Das walte Gott!“

Sein Amt in der Kirchenleitung auszuüben, blieb ihm allerdings verwehrt, wohl infolge eines Verbotes seiner vorgesetzten Behörde. Als es im Reichsbruderrat über die Frage der Kirchenausschüsse dazu noch zur Spaltung kam, nachdem die radikalere Mehrheit die Ausschüsse abgelehnt hatte, protestierte er scharf, weil er die gemäßigte Linie der sächsischen Bekennenden Kirche vertrat. Der auf der 4. Bekenntnissynode in Oeynhausen gebildeten Vorläufigen Kirchenleitung gehörte er schon nicht mehr an. Flor setzte sich mehrfach und teilweise mit Erfolg für entlassene oder inhaftierte Pfarrer ein, so für Pastor Niemöller, und beschwerte sich mehrmals bei obersten Partei- und Regierungsstellen. Wiederholt wurde ihm ein Rede- und Schreibverbot auferlegt. Im Ausland war seine Rolle im Kirchenkampf bekannt. Dem Bischof von Chichester George Kennedy Allen Bell hat Bonhoeffer ihn als den Mann empfohlen, der später in der Kirche wieder rechtmäßige Verhältnisse schaffen könne.

## Familie
Seit 1911 war Flor mit Frieda geb. Calmeyer–Schmedes (1892–1942) verheiratet, einer Tochter des Geheimen Oberregierungsrats Theodor Calmeyer-Schmedes (1857–1920). Aus der Ehe gingen drei Kinder hervor, darunter Hartwig (1913–1972), Oberst i. G., und Georg (1920–1995), Ministerialdirektor in Bonn und Konsistorialpräsident in Berlin.